# Cristina Montesinos
Cristina Montesinos, född 12 juli 1994, är en spansk gångare.

## Karriär
I maj 2023 vid lag-EM i gång i Poděbrady tog Montesinos brons på 35 kilometer och noterade ett nytt personbästa på 2 timmar, 45 minuter och 58 sekunder. I augusti 2023 gjorde hon sin VM-debut vid VM i Budapest och slutade på femte plats på 35 kilometer gång efter ett lopp på personbästat 2 timmar, 45 minuter och 32 sekunder.

## Personliga rekord
- 5 000 meter gång – 22.06,33 (Santander, 6 maj 2023)[4]
- 10 000 meter gång – 45.56,77 (Nerja, 24 juni 2022)[4]
- 10 km gång – 45.59 (Madrid, 30 april 2023)[4]
- 20 km gång – 1:30.39 (La Coruña, 3 juni 2023)[4]
- 35 km gång – 2:45.32 (Budapest, 24 augusti 2023)[4]